# Los exitosos Pells (série télévisée, 2008)
Pour les articles homonymes, voir Los exitosos Pells.
Los exitosos Pells, est une telenovela argentine diffusée en 2008-2009 par Telefe.

## Distribution

### Rôles principaux
- Mike Amigorena : Martín Pells / Gonzalo Echagüe
- Carla Peterson : Sol Casenave
- Hugo Arana : Franco Andrada
- Andrea Bonelli : Amanda Wedell
- Mirta Busnelli : Marcela Núñez
- Diego Ramos : Tomás Andrada
- Claudia Fontán : Daniela
- Lucrecia Blanco : Liliana Guadalupe del Carmen
- Mex Urtizberea : Sergio
- Walter Quiroz : Diego Planes
- Fabián Arenillas : Ricardo
- Federico Amador : Nacho
- Diego Reinhold : Charly
- Gastón Ricaud : Juan
- Santiago Ríos : Álvaro

### Participations spéciales
- Pasta Dioguardi : Dr. Carlos Wedell
- María Esquivel : Marina
- Andrea Frigerio : Alex
- Hilda Bernard : Teresa
- Rafael Ferro : Esteban Paldini
- Gonzalo Urtizberea : Lic. Miranda
- Néstor Sánchez : Dr. Pignata
- Fabián Vena : Andrés
- Fernando Peña : Fernando[1]
- Alejandro Awada : Roberto, père de Sol
- Carlos Portaluppi : Jorge Lauda
- Florencia Peña : Lucia Naba[2]
- Fernán Miras : Teddy
- Mario Moscoso
- Catherine Fulop : Julia[3]
- Cecilia Rossetto : Virginia
- Gerardo Chendo : Dr. Gerardo
- David Chocarro
- Eduardo Narvay : Sosa

## Autres versions
- Los exitosos Pells (2009), réalisé par Germán Barriga pour TVN Chili; avec Ricardo Fernández Flores, Luz Valdivieso, Marcelo Alonso et Claudia Di Girólamo.
- Los exitosos Pells (2009), produit par ZeppelinTV pour Cuatro; avec Miguel Barberá et Beatriz Segura.
- Los exitosos Pérez (2009-2010), réalisé par Benjamin Cann et Alejandro Gamboa, produit par José Alberto Castro pour Televisa, avec Jaime Camil, Ludwika Paleta, Rogelio Guerra et Verónica Castro.
- El exitoso licenciado Cardoso (2009-2010), produit par Ecuavisa.
- Los exitosos Gomes (2010), produit par Susana Bamonde pour Frecuencia Latina; avec Diego Bertie et Gianella Neyra.
- Ο Κύριος και η Κυρία Πελς (2010).